# 紫矿
紫矿（学名：Butea monosperma）为豆科紫礦屬下的一个种。

## 圖片

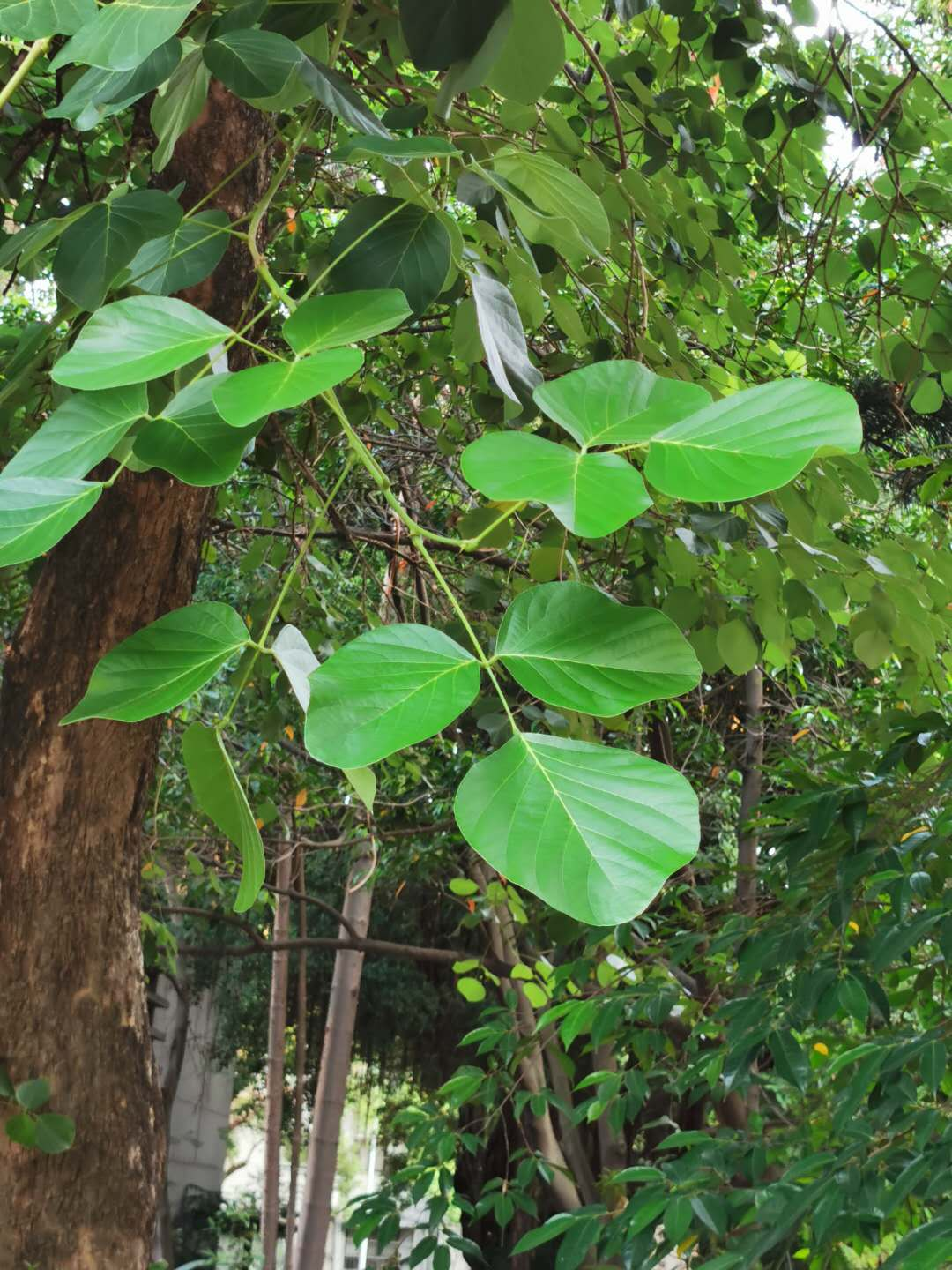
三出複葉，互生
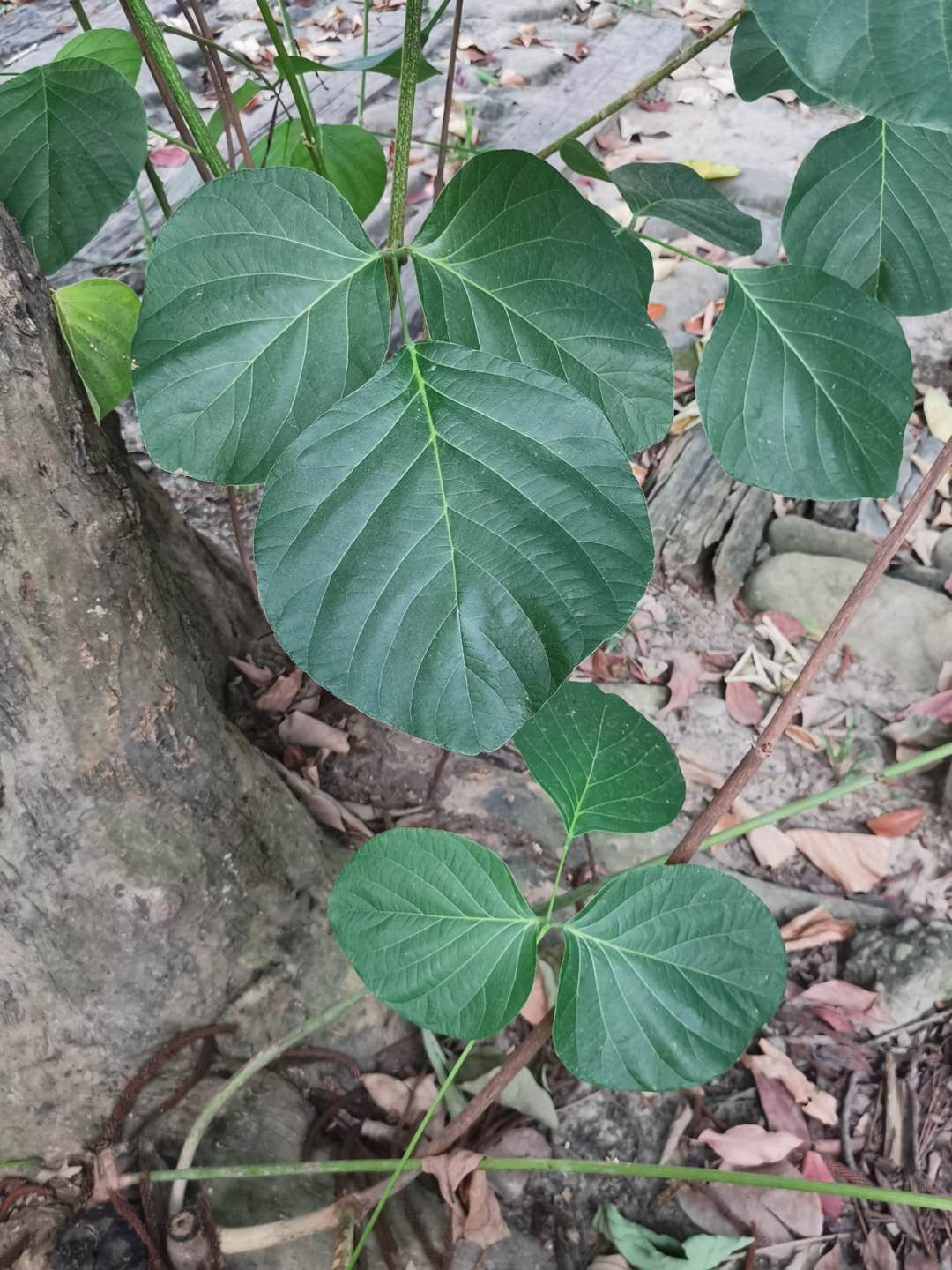
葉面深綠、平滑，中肋有凸起現象。葉背淺綠
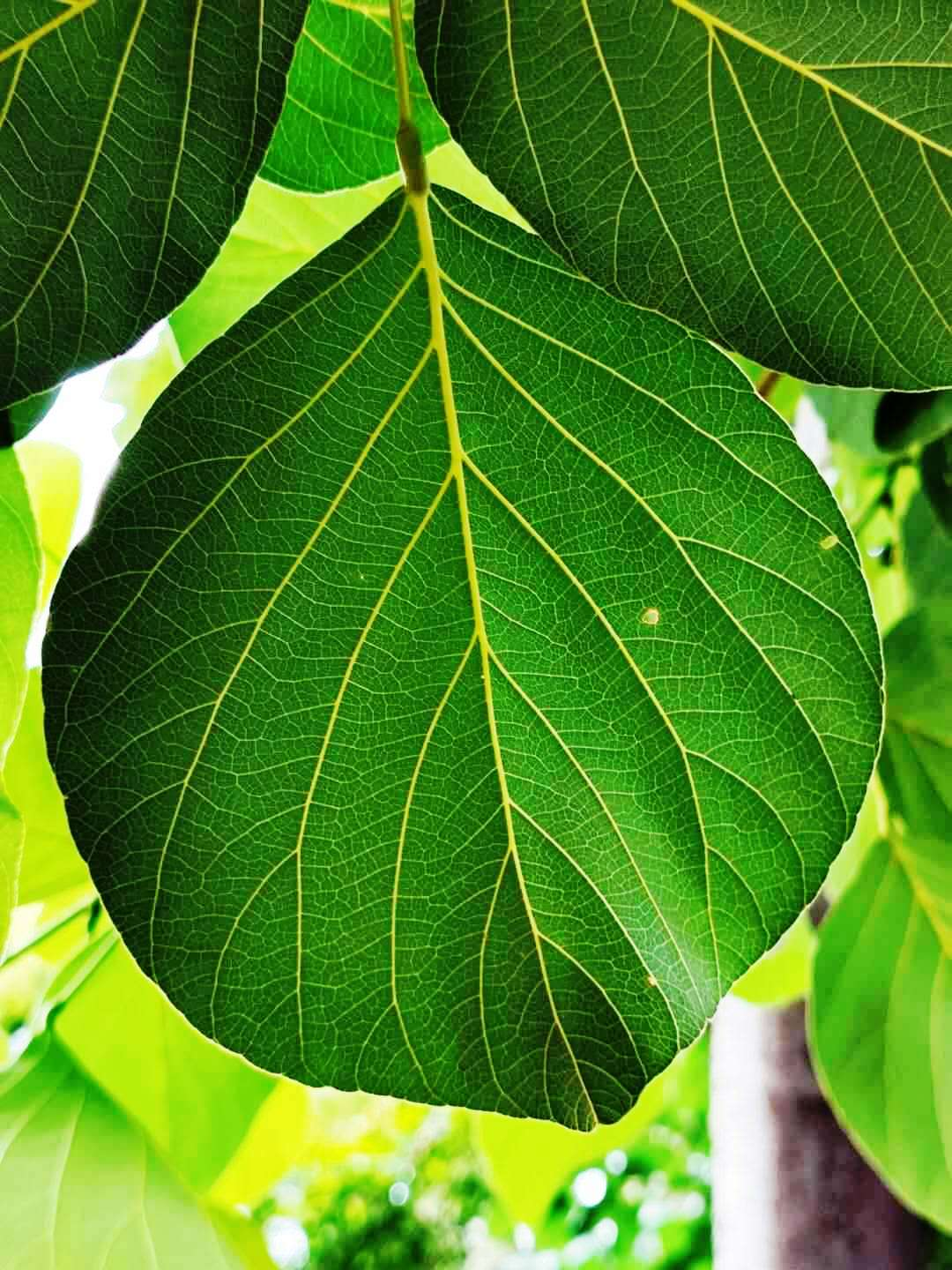
葉背脈絡明顯、凸起
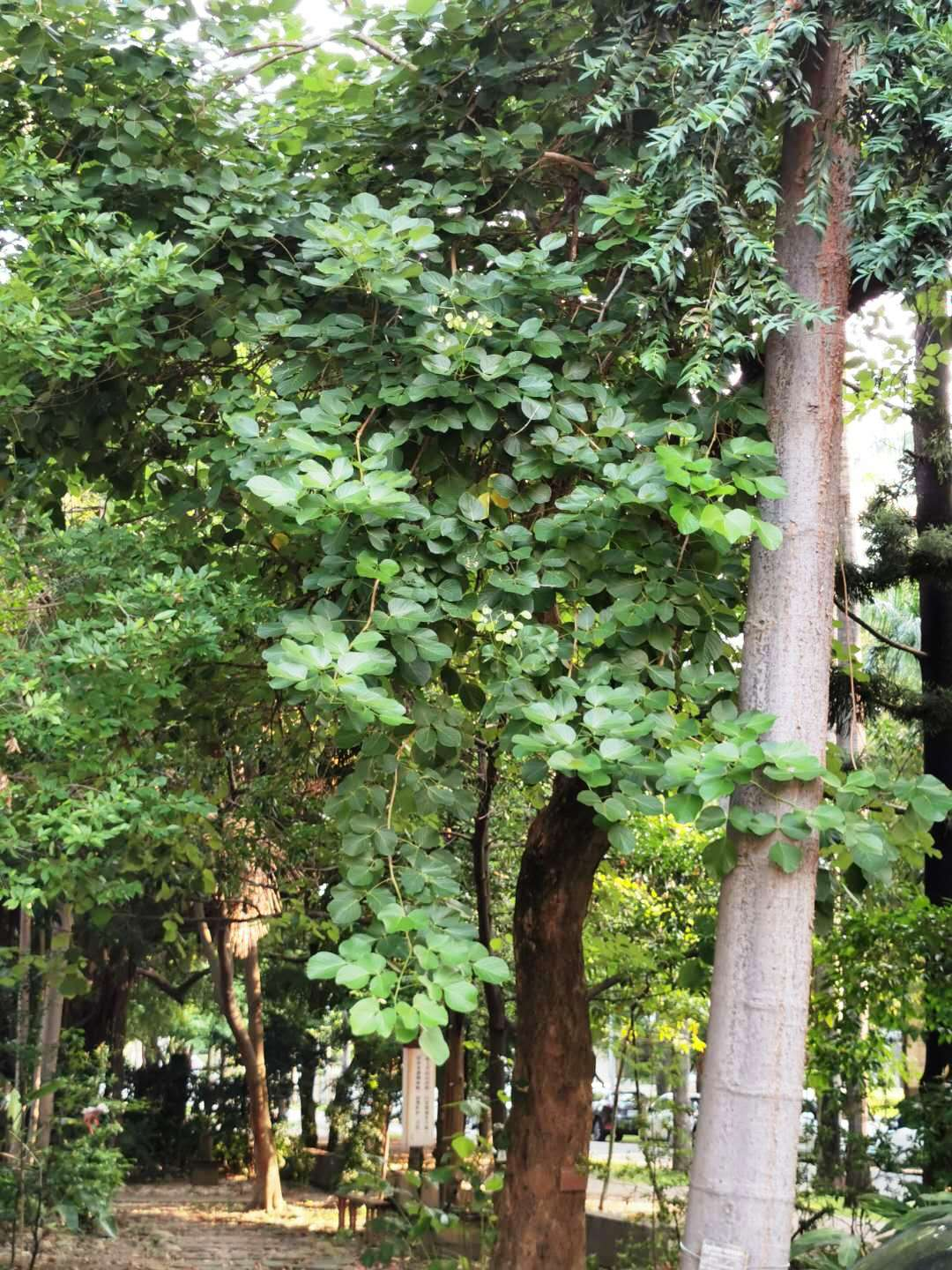
枝葉狀。樹幹深棕色